# غونب (كورنوال)
غونب (بالإنجليزية: Gwennap)‏ هي قرية و أبرشية مدنية تقع في المملكة المتحدة في إنجلترا.  يقدر عدد سكانها بـ 1,532 نسمة .